# Victor Clube
Stace Victor Murray Clube (London, 1934. október 22. –) angol asztrofizikus.

## Élete
A leatherheadi St John's Schoolban és az oxfordi Christ Churchben tanult. Első osztályú krikettet játszott az Oxfordi Egyetemen. 1956 és 1959 között tizenhét alkalommal szerepelt az egyetemen, de csak az első évében nyert kéket – az oxfordi sportolóknak odaítélt  „színek” egyikét –, amikor 1956-ban a Cambridge elleni egyetemi mérkőzésen szerepelt. Azon a meccsen, amely döntetlennel zárult, mindössze egy kaput szerzett off break bowlingjával.
Clube 1959-ben doktorált A napkemoszféra és a fotoszféra interferometriája című szakdolgozatával, majd hivatásos asztrofizikus és csillagász lett. Az Oxfordi Egyetem Asztrofizikai Tanszékének dékánja volt, és dolgozott Edinburgh, Armagh és Fokváros obszervatóriumában. 
1994-ben szerepelt a BBC Horizon című műsorában "Vadászat a világvégét hozó aszteroidára" címmel.

## Elismerése
Róla nevezték el a 6523 Clube nevű aszteroidát.

## A kozmikus kígyóésa kozmikus tél
William Napierrel közösen egy elméletet tettek közzé, amely szerint az óriás üstökösök okozzák az általuk "koherens katasztrofizmusnak" nevezett jelenséget. David Morrison asztrofizikus úgy írja le munkájukat, mint egy érvet, amely szerint::

„Az isteneknek a bolygókkal való összekapcsolása számos ősi kultúrában, az üstökösöktől való széleskörű félelem és az angyalokban való hit, valamint kulturális és vallási történelmünk számos más aspektusa a bolygó néhány ezer évvel ezelőtti masszív bombázását tükrözi. Arra a következtetésre jutottak továbbá, hogy a közelmúlt történelmi eseményei, köztük a Római Birodalom összeomlása, a sötét középkor, sőt még az angol polgárháború is a kozmikus pornak a Föld légkörében történő rendkívüli lerakódása által kiváltott éghajlati változásokkal függ össze.”

## Bibliográfia
- The Cosmic Serpent, mit Bill Napier, Faber and Faber, 1982, ISBN 978-0-571-11816-8
- The Cosmic Winter, mit Bill Napier, Blackwell Publishers, 1990, ISBN 978-0-631-16953-6
- The Origin of Comets (S.V.M. Clube, W.M. Napier, M.E. Bailey), Pergamon Press, 1990, ISBN 0-08-034858-0

## Fordítás
Ez a szócikk részben vagy egészben  a   Victor Clube című angol Wikipédia-szócikk ezen változatának fordításán alapul.  Az eredeti cikk szerkesztőit annak laptörténete sorolja fel. Ez a jelzés csupán a megfogalmazás eredetét és a szerzői jogokat jelzi, nem szolgál a cikkben szereplő információk forrásmegjelöléseként.